# Kvikkjokk
Kvikkjokk (lulesamisk: Huhttán) er en lille fjeldby i Jokkmokks kommun i Norrbottens län i det svenske landskab Lappland. Byen havde 70 indbyggere i 2007. Fjeldbyen er beliggende ved vejs ende 120 kilometer nordvest for Jokkmokk. Stedet er kendt som et af de mest populære udgangspunkter for vandring i nationalparkerne Sarek og Padjelanta, og for sit stadig foranderlige floddelta, hvor floderne Kamajokk og Tarraätno mødes i søen Saggat.
Flere vandrestier udgår fra Kvikkjokk. Nord for stedet går Kungsleden, med overnatningshytter beliggende med jævne mellemrum, hvilket indebærer, at strækningen ikke kræver telt. Syd for byen går en mindre besøgt del af Kungsleden, som næsten er uden hytter til at overnatte i.
Vest for Kungsleden går Padjelantaleden, der begynder (eller ender) i Kvikkjokk og strækker sig op til søen Akkajaure. Også Nordkalottleden begynder (eller ender) i Kvikkjokk og strækker sig til Sulitjelma og Kautokeino i Norge. Fra Kvikkjokk løber Padjelantaleden og Nordkalottleden langs samme vej de første 20 kilometer, men derefter går Nordkalottleden længere mod vest.